# Bembidion grapii
Bembidion grapii es una especie de escarabajo del género Bembidion, familia Carabidae. Fue descrita científicamente por Gyllenhal en 1827.
Habita en Canadá, Finlandia, Groenlandia, Islandia, Kazajistán, Letonia, Noruega, Rusia, Suecia y los Estados Unidos.